# Can Rogent (Collbató)
Can Rogent és un edifici del municipi de Collbató (Baix Llobregat) protegit com a bé cultural d'interès local.

## Descripció
Es tracta d'una edificació entre mitgeres amb llarga façana amb esgrafiats al carrer Amadeu Vives, que per la part posterior dona a un jardí. Té planta baixa, pis i golfes i està formada per un cos central rectangular i altres cossos afegits. La coberta principal és a dues aigües, amb un canaló ceràmic i ràfec sobre la façana principal. El cos central està organitzat com una masia, amb un gran espai d'entrada a la planta baixa, que coincideix amb la gran sala del primer pis, a la que donen les dependències de l'habitatge dels masovers i espais d'ús agrícola (cellers, habitació de l'oli, etc.). A la gran sala del primer pis hi donen alguns dormitoris i un menjador que s'obre a una galeria que porta al jardí posterior. A les golfes hi ha les sales de la biblioteca i els espais antigament destinats al servei, posteriorment transformats per acollir part de la biblioteca i de les col·leccions. Les tres plantes es comuniquen per una escala de graons de pedra i baranes, una metàl·lica i una de fusta, recuperades d'altres edificis.

## Història
La dona d'Elies Rogent rep, com a dot per al matrimoni (1858), unes masoveries situades al nucli antic de Collbató, molt malmeses pels incendis de la guerra del francès (1808). Rogent agrupa algunes de les construccions i n'enderroca d'altres per obtenir l'espai del jardí posterior i el volum edificat actualment i dona el nom de Torralbes (nom d'una de les masoveries) al conjunt que queda estructurat tal com ara el trobem. Comença a portar-hi rajoles, mobles antics i de l'època, llibres, gravats i retrats de membres de la família realitzats per Claudi Lorenzale, cunyat seu, que són la base de les col·leccions actuals.